# Scommessa sulla morte
Scommessa sulla morte è un saggio dello scrittore e giornalista italiano Vittorio Messori.

## Contenuto
In questo libro Messori prosegue la discussione di alcuni temi di cui aveva scritto in Ipotesi su Gesù. L'indagine si amplia e si approfondisce, affrontando il problema che per Messori sta al centro del messaggio di Gesù: il senso della vita e dunque, della morte. Messori sostiente che tutte le ideologie correnti (siamo agli inizi degli anni '80) ignorano o nascondono il dramma della morte, non avendo risposte.

## Edizioni
- Vittorio Messori, Scommessa sulla morte, SEI, 1982,  p. 414, ISBN 88-05-03746-X.